# Проект Portland
Проект Portland (англ. Portland Project) — это совместный проект разработчиков визуальных сред рабочего стола GNOME и KDE, призванный повысить привлекательность ОС Linux на рынке настольных систем. Цель участников проекта заключается в том, чтобы улучшить совместимость и взаимодействие приложений KDE и GNOME на уровне сервисов и визуального оформления. Также, огромное внимание уделяется вопросам стабильности API/ABI.

## Ожидаемый результат
В результате, приложение написанное с использованием qt или GTK+ сможет, используя функциональность одного инструментария, беспрепятственно работать в другом.